# Modulador

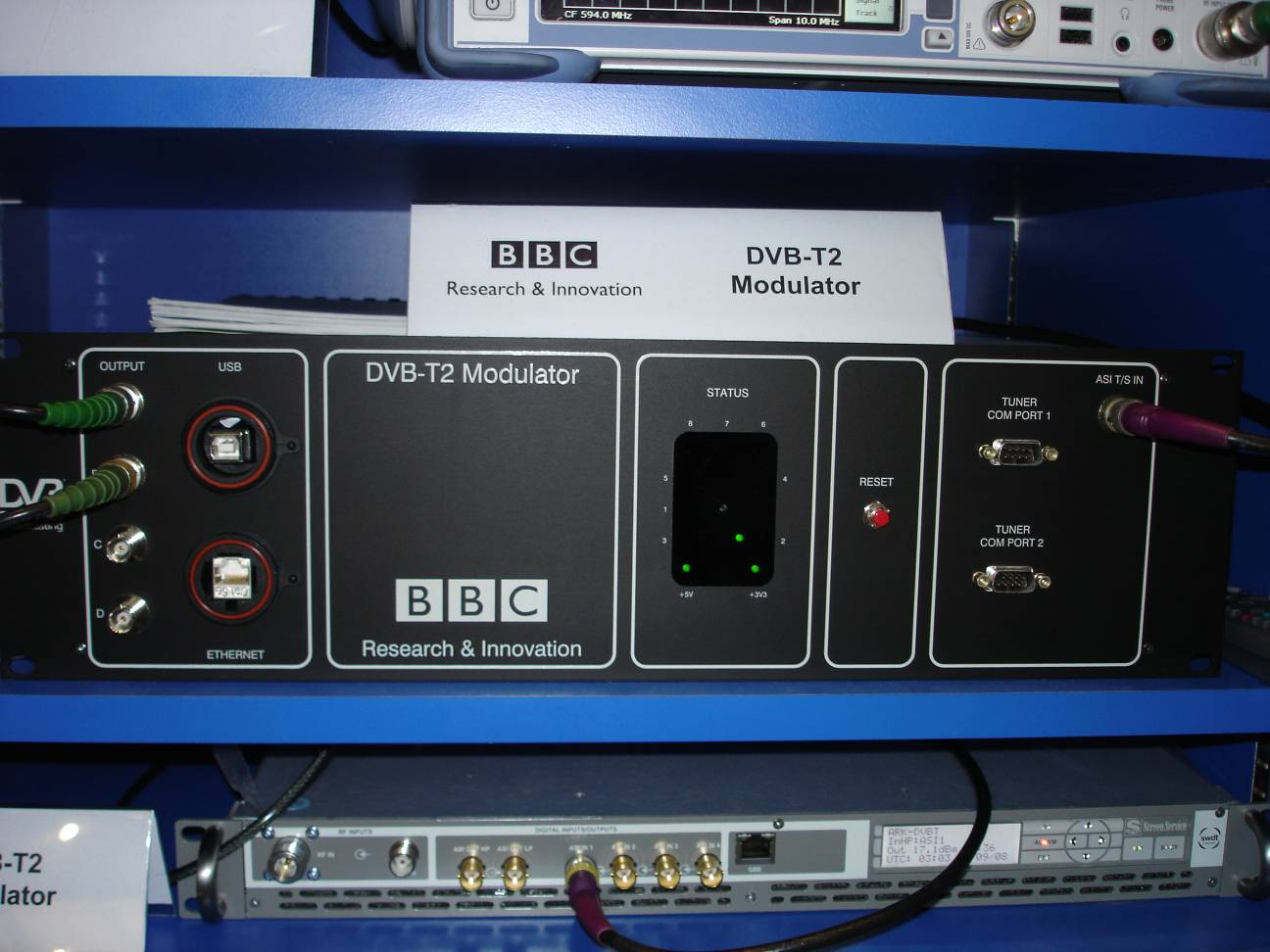
Modulador Dvbt2.

El modulador es el dispositivo electrónico que varía la forma de onda de una señal (modula) de acuerdo a una técnica específica, para poder ser enviada por un canal de transmisión hasta el dispositivo o los dispositivos que incorporen un demodulador apto para dicha técnica.

## Tipos de moduladores

### Modulador de electroabsorción (EAM)
Se compone de dos señales de entrada y una de salida. Una fuente de luz genera una señal portadora óptica constante la cual necesita ser modulada en intensidad. Es decir, se va a realizar una modulación AM. Para ello se aplica a dicha señal otra, esta vez una señal eléctrica de microondas (RF). Esta segunda señal de entrada es la que define el comportamiento de la señal deseada.
El modulador de electroabsorción modula (o cambia) la intensidad de la señal portadora siguiendo el patrón de la señal de radiofrecuencia (RF), valiéndose para ello del fenómeno de la absorción de fotones. Su principio de funcionamiento se basa en el efecto Franz–Keldysh. Se aplica un campo eléctrico con el fin de cambiar el espectro de absorción, lo que implica una modificación en la energía de la banda prohibida --aumenta la energía de los fotones que se encontraban al borde de absorción.
La electroabsorción en condiciones de temperatura ambiente sólo es viable utilizando semiconductores con estructuras de pozos cuánticos múltiples.  Esta estructura resulta muy útil por dos motivos. El primero de ellos se trata de la localización de los electrones y huecos, los cuales tienden a encontrarse en las regiones de la estructura del pozo cuántico múltiple en las que el gap de energía entre la banda de valencia y la de conducción es mínimo --los fotones están al borde del estado de absorción. El segundo motivo, como consecuencia del primero y junto al principio de incertidumbre de Heisenberg, implica que existe un desplazamiento de los valores mínimos de energía permitidos (tanto en la banda de valencia como de conducción). Esta diferencia de energías resulta muy relevante, ya que puede controlarse a partir del campo eléctrico aplicado --de ahí que se puedan emplear este tipo de moduladores en aplicaciones que requieran poca tensión utilizada.
Hay una nueva tecnología, gracias a los avances realizados en el ámbito de los cristales, que implica usar puntos cuánticos autoorganizados. En este caso, se conseguirían coeficientes de electroabsorción mejorados.
Destacan en el ámbito de las telecomunicaciones para aplicaciones que requieran altas capacidades, además de un tamaño reducido y una baja tensión de funcionamiento --unos pocos voltios, menos de 10 V.

## Tipos de moduladores según su montaje

### Modulador enrack
Los moduladores en rack son utilizados principalmente por proveedores de telecomunicaciones. Se construyen de acuerdo a medidas normalizadas de forma que pueden ser montadas en bastidores. Esto permite “apilar” múltiples moduladores e “interconectarlos” entre ellos y a otros dispositivos (por ejemplo, transmoduladores) aún manteniendo cierto “orden” en el cableado.

### Modulador doméstico
Los moduladores domésticos son dispositivos compactos que normalmente se utilizan para modular en frecuencia UHF (analógica) señales de radiofrecuencia (RF) que provienen de señales de audio/video separadas.

### Modulador electrónico
El modulador electrónico abarca, de forma genérica, los moduladores que incorporan los equipos electrónicos, por ejemplo, el modulador interno UHF que incorpora un reproductor de vídeo.

### Modulador online
El modulador online es una página web que se emplea para modificar el tono de un audio grabado desde micrófono o subido a la propia página, aplicando efectos de voz disponibles en esta.

## Algunos tipos de modulación
- AM: Modulación de amplitud
- QAM: Modulación de amplitud en cuadratura
- PM: Modulación de fase
- FM: Modulación de frecuencia
- Modulación en anillo
- SSB: Modulación en banda lateral única (BLU)
- DSB: Modulación en doble banda lateral
- VSB, VSB-AM: Modulación de banda lateral vestigial (BLV)
- PAM: Modulación por amplitud de impulsos
- PWM: Modulación por anchura de impulsos
- OFDM: Modulación por división ortogonal de frecuencia, también conocida como DMT
- PCM: Modulación por impulsos codificados
- Modulación por longitud de onda
- DMT: Modulación por multitono discreto
- PPM: Modulación por posición de pulso